# Кингстон (гавань)
Ки́нгстон (англ. Kingston Harbour) — естественная гавань в приходе Кингстон, графство Сарри, Ямайка. Занимает седьмую строчку в списке самых крупных естественных гаваней мира. Является заливом Карибского моря. Площадь поверхности — 52 км².

## Описание

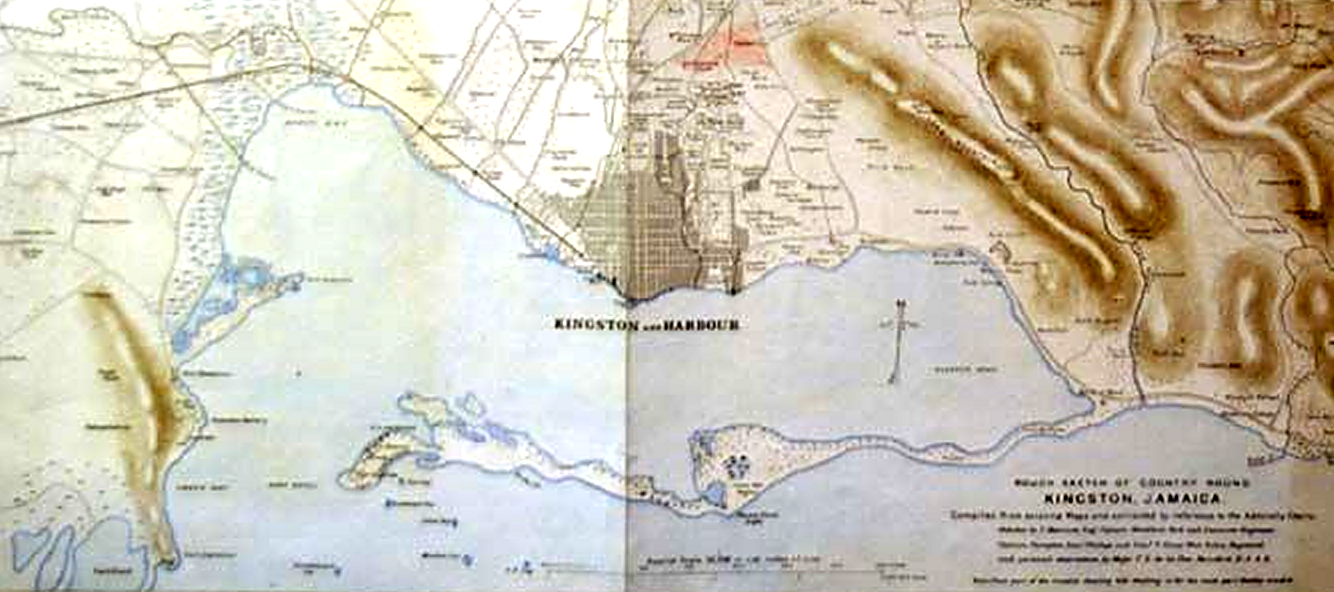
Фрагмент английской карты 1891 года

Гавань Кингстон расположена в южной части Ямайки. Вытянута с востока на запад почти на 16 километров, с севера на юг — на 3—5 километров. С севера к гавани примыкает столица страны — Кингстон, с запада — город Портмор, с востока — поселение Харбор-Вью, с юга гавань защищена от океана томболо Палисадос, на западной оконечности которого расположился известный город Порт-Ройал, а в центре пересыпи — Международный аэропорт имени Нормана Мэнли, второй по величине в стране; и лишь на юго-западе для кораблей открыт проход шириной около 2,7 км. Глубина гавани почти везде достаточно велика, даже у берегов, поэтому сюда спокойно заходят и крупные корабли.

## История
Благодаря своему размеру, глубине и хорошей защищённости от океанской стихии, гавань Кингстон использовалась моряками с первых лет европейской колонизации Америки, то есть примерно с начала XVI века. В 1518 году на берегу гавани был основан город Порт-Ройал, «сокровищница Вест-Индии» и «одно из самых безнравственных мест на Земле», который на протяжении полутора столетий был торговым центром всего Карибского региона. Землетрясение 1692 года почти полностью уничтожило этот город, и было принято решение выстроить новый город на другом конце гавани — Кингстон.
В 1720 году при входе в гавань в назидание всем пиратам было вывешено тело Джека Рэкхема.
В 2009 году в воды гавани вылилось около 300 тонн серной кислоты из одного из причальных сооружений.